# Ulundia comorensis
Ulundia comorensis är en insektsart som först beskrevs av Synave 1956.  Ulundia comorensis ingår i släktet Ulundia och familjen Flatidae. Inga underarter finns listade i Catalogue of Life.